# Sądownictwo wojskowe

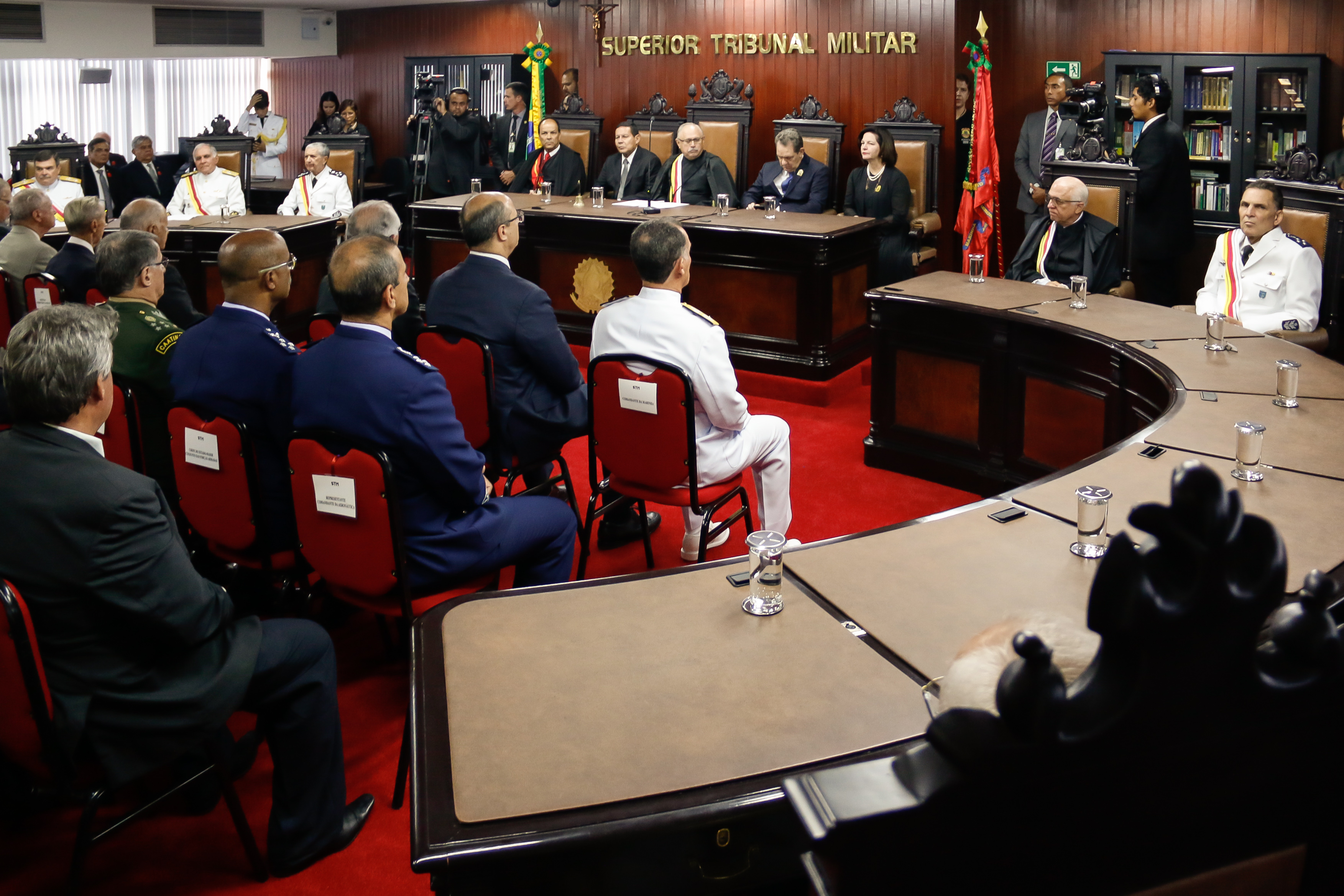
Posiedzenie brazylijskiego Najwyższego Sądu Wojskowego

Sądownictwo wojskowe – jeden z rodzajów sądownictwa szczególnego, czyli sądów wyłączonych z sądownictwa powszechnego ze względu na szczególne kategorie podmiotowe (sprawcy) lub przedmiotowe (określone sprawy).
Sądownictwo wojskowe wyodrębnia się w wielu systemach prawnych świata ze względu na specyfikę wymiaru sprawiedliwości w siłach zbrojnych, szczególnie podczas wojny. Sądownictwo wojskowe jest z reguły ograniczone do spraw karnych, przy czym zakres spraw podlegających rozpoznaniu sądów wojskowych od kilkudziesięciu lat stale się kurczy. Jeszcze po II wojnie światowej uznawano za rzecz naturalną, że sądy wojskowe rozpoznają sprawy osób cywilnych oskarżonych o przestępstwa przeciwko państwu i obronności.
Dziś właściwość sądów wojskowych w czasie pokoju jest z reguły ograniczona do przestępstw (ewentualnie także wykroczeń) popełnionych przez żołnierzy w czynnej służbie wojskowej, ponadto podlegają one nadzorowi orzeczniczemu sądów najwyższych.
Jak wykazują doświadczenia historii, zwłaszcza krajów komunistycznych, sądownictwo wojskowe bywało często wykorzystywane jako instrument prześladowań politycznych i ideologicznych.